# Se2grXII
Se2grXII pierwotnie oznaczony LXXIEJ 12 – rękopis Septuaginty datowany na I wiek n.e. zapisany na pergaminie w formie zwoju. Manuskrypt ten został znaleziony na Pustyni Judzkiej, prawdopodobnie w grocie Nachal Chewer. Fragment ten na liście rękopisów Septuaginty według klasyfikacji Alfreda Rahlfsa oznaczony jest numerem 943.

## Charakterystyka
Rękopis ten został odkryty w sierpniu 1952 roku na Pustyni Judzkiej przez Beduinów, którzy twierdzili, że pochodzi z Wadi Seiyâl przez co nie znamy dokładnego miejsca pochodzenia. Został on odkupiony przez Palestine Archaeological Museum (obecnie Muzeum Rockefellera) i otrzymał oznaczenie Se2grXII (rękopis drugi z kolekcji Seiyâl, napisany w języku greckim, zawierający zwój dwunastu proroków mniejszych).
Dziewięć innych fragmentów zwoju proroków mniejszych zostało znalezionych w 1961 roku w „Jaskini Grozy”, (jaskinia nr 8 w dolinie Nachal Chever) przez zespół izraelskich archeologów kierowany przez Jigaela Jadina. Przez co jaskinia nr 8 znajdująca się na południe od Kumran jest obecnie uważana za niemal pewne miejsce pochodzenia zwoju.
Manuskrypt ten zawiera tetragram w Księdze Jonasza 3:3. Natomiast w wersetach Nahuma 1:9 i Zachariasza 4:8a imię Boże zostało zastąpione tytułem theos czyli Bóg zapisanym skrótem jako nomina sacra.
Rękopis ten opublikował B. Lifschitz z Uniwersytetu Hebrajskiego w Jerozolimie w Israel Exploration Journal w 1962 roku. Pierwotne oznaczenie rękopisu wskazuje, że został opublikowany Israel Exploration Journal tom XII.
Jest on przechowywany w Muzeum Rockefellera w Jerozolimie (Gr. Se2grXII).